# Hemitheconyx
Genre
Hemitheconyx est un genre de geckos de la famille des Eublepharidae.

## Répartition
Les espèces de ce genre se rencontrent en Afrique de l'Ouest et en Afrique de l'Est.

## Description
Ce sont des geckos d'aspect assez trapu, terrestres et nocturnes, que l'on rencontre dans des climats plutôt arides.

## Liste des espèces
Selon The Reptile Database (10 septembre 2012) :
- Hemitheconyx caudicinctus (Duméril, 1851)
- Hemitheconyx taylori Parker, 1930

## Publication originale
- Stejneger, 1893 : Annotated list of the reptiles and batrachians collected by the Death Valley Expedition in 1891, with descriptions of new species. North American Fauna, vol. 7, p. 159-228 (texte intégral).